# 朴英娥
朴 英娥（パク・ヨンア、朝鮮語: 박영아、1960年6月18日 - ）は、大韓民国の物理学者、政治家。第18代韓国国会議員、第7代韓国科学技術企画評価院長を歴任した。
元釜山地方検察庁長の石東炫は夫。

## 経歴
ソウル特別市出身。新林女子中学校（現・三聖中学校）、祥明女子高等学校（現・祥明高等学校）、ソウル大学校物理学科卒。ペンシルベニア大学大学院修了（物理学博士）。ペンシルベニア大研究助教、ソウル大学校自然科学総合研究所研究員、浦項工科大学物理学科客員助教授、明知大学校理科大学物理学科副教授・教授、メリーランド大学訪問教授、第3次世界物理連盟世界女性物理大会組織委員長、アジア太平洋物理学連合会執行委員会理事、ハンナラ党第6政策調整委員会副委員長・倫理委員会委員・選挙管理委員会委員、第18代国会教育科学技術委員会・予算決算特別委員会・倫理特別委員会委員、第7代韓国科学技術企画評価院長（2013年10月～2016年12月）などを務めた。2016年の第19代総選挙の前、セヌリ党の予備候補権を夫の石東炫に譲って不出馬を宣言した。